# 笹谷温泉
笹谷温泉（ささやおんせん）は、宮城県柴田郡川崎町にある温泉。

## 泉質
- ナトリウム・カルシウム-硫酸塩泉 （含塩化土類芒硝鉄泉）
  - 泉温　32.5℃
- 飲泉も可能。温泉水も販売している。
- 全国的にも効能が多い。医学専門家からも日本一の薬湯と呼ばれた。
- 地下1028メートルより湧出。

## 温泉地
山形県との県境である笹谷峠付近の山中に、一軒宿の「湯元一乃湯」が存在する。日帰り入浴も扱う。
併設されている露天風呂は冬季のみ休業する。

## 歴史
- 1989年（平成元年）- 開湯。

- 1992年（平成4年）- 湯治施設として、開業。

## アクセス
- 山形自動車道笹谷ICより、車で3分。

- JR東北新幹線・仙石線仙台駅から車で45分。